# 247
247是246與248之間的自然數。

## 在數學中
- 合數，正因數有1、13、19和247。
質因數分解為{\displaystyle 13\times 19}。
- 虧數，真因數和為33，虧度為214。
- 不尋常數，大於平方根的質因數為19。
- 第79個半質數。前一個為237、下一個為249。
- 無平方數因數的數。
- 第75個十进制的哈沙德數。前一個為243、下一個為252。
- 十进制的奢侈數。
- 五邊形數
- {\displaystyle 6\times 247\pm 1}是孿生質數
- 無平方數因數的數
- 偽素數

数学与哲学家亞歷克斯·貝洛斯在2014年提议，最小的无趣自然数可以是247，因为当时它是「（英文）维基百科中没有对应页面的最小自然数」

## 在人類文化中
- 新北市蘆洲區的郵遞區號為247

## 在科學中
- 鋦-247是鋦中最穩定的同位素，它的半衰期有{\displaystyle 1.56\times 10^{7}}年
- 鉳-247是鉳中最穩定的同位素，它的半衰期有1380年

## 在其他領域中
- 西元247年和前247年